# Isoleucas
Isoleucas, maleni biljni rod medićevki smješten u tribus Leucadeae, dio potporodice Lamioideae. Pripadaju mu dvije endemske vrste, polugrmova ili grmova, jedna iz Jemena i jedna iz Somalije 
Rod je opisan u Mitt. Inst. Allg. Bot. Hamburg 10: 223. 1939.

## Opis
Grmovi ili polugrmovi, s gustim tomentoznim bjelkastim dlakama, dlake nerazgranate. Listovi okruglasti, s obje strane bjelkasto tomentozni, rubovi nazubljeni, plosnati. Cvatovi su cime s 1-3 cvijeta; peteljke duljine do 1 mm; prisutne brakteole. Čaške široko lijevkaste, 4-5 režnjevite; vjenčići 2-usni, gornje usne duže od ili jednako duge kao cijev, gusto dlakave ili na rubovima ispružene, donje usne ravne ili savijene; prašnici uključeni u vjenčiće; stilove  grane jednake. Oraščići glatki.

## Vrste
1. Isoleucas arabica O.Schwartz, Jemen
2. Isoleucas somala (Patzak) Scheen, Somalija.